# Ballendorf
Ballendorf är en kommun(tyska Gemeinde) i Alb-Donau-Kreis i förbundslandet Baden-Württemberg i Tyskland. Folkmängden uppgår till cirka 700 invånare, på en yta av 14,22 kvadratkilometer.
Kommunen ingår i kommunalförbundet Langenau tillsammans med staden Langenau och kommunerna Altheim (Alb), Asselfingen, Bernstadt, Börslingen, Breitingen, Holzkirch, Neenstetten, Nerenstetten, Öllingen, Rammingen, Setzingen och Weidenstetten.

## Befolkningsutveckling
| Befolkningsutvecklingen i Ballendorf 1975–2015 | Befolkningsutvecklingen i Ballendorf 1975–2015 | Befolkningsutvecklingen i Ballendorf 1975–2015 | Befolkningsutvecklingen i Ballendorf 1975–2015 | Befolkningsutvecklingen i Ballendorf 1975–2015 |
| ---------------------------------------------- | ---------------------------------------------- | ---------------------------------------------- | ---------------------------------------------- | ---------------------------------------------- |
|                                                |                                                |                                                |                                                |                                                |
| År                                             |                                                |                                                | Folkmängd                                      | Areal (ha)                                     |
| 1975                                           | 1975                                           |                                                | 581                                            | 1 421                                          |
| 1980                                           | 1980                                           |                                                | 624                                            |                                                |
| 1985                                           | 1985                                           |                                                | 623                                            |                                                |
| 1990                                           | 1990                                           |                                                | 625                                            |                                                |
| 1995                                           | 1995                                           |                                                | 635                                            |                                                |
| 2000                                           | 2000                                           |                                                | 674                                            |                                                |
| 2005                                           | 2005                                           |                                                | 643                                            |                                                |
| 2010                                           | 2010                                           |                                                | 664                                            |                                                |
| 2015                                           | 2015                                           |                                                | 671                                            |                                                |
|                                                |                                                |                                                |                                                |                                                |